# Lincoln megye (Kentucky)
Lincoln megye az Amerikai Egyesült Államokban, azon belül Kentucky államban található. Megyeszékhelye és legnagyobb városa Stanford. Lakosainak száma 24 275 fő (2020. április 1.). Lincoln megye Boyle, Garrard, Rockcastle, Pulaski és Casey megyékkel határos.

## Népesség
A megye népességének változása:
| Lakosok száma | 24 760 | 24 698 | 24 408 | 24 370 | 24 463 | 24 275 |
|               | 2010   | 2011   | 2012   | 2013   | 2015   | 2020   |